# El Camí de l'Últim Càtar
El Camí de l'Últim Càtar és una ruta transfronterera que ressegueix l'itinerari que va empendre Guillem Belibasta fugint dels seus inquisidors.

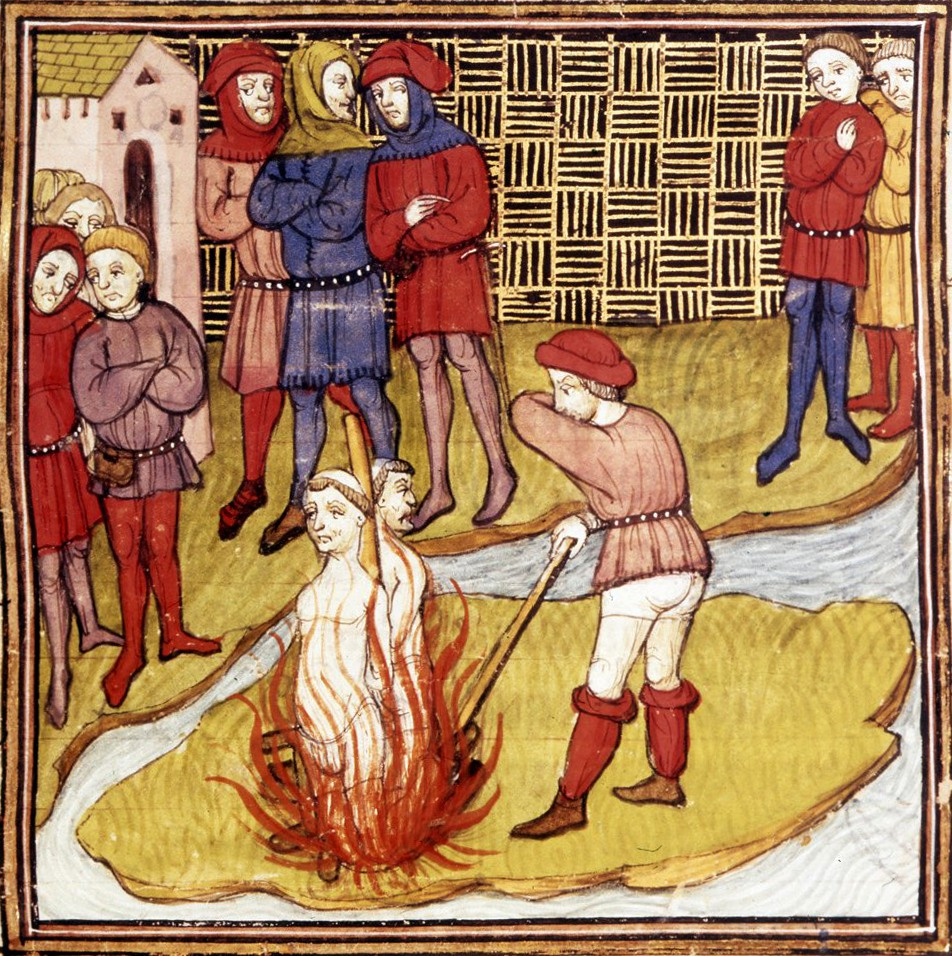
Crema de càtars (imatge de la Crònica de França o de St. Denis)

Després de mitja vida escapant de la Inquisició Guillem Belibasta va morir cremat viu a una foguera a Vila-roja de Tèrmens, després de quasi dos mesos de llargues tortures en mans dels inquisidors. El "Camí de l'Últim Càtar" és un itinerari transfronterer que vol rememorar el seu darrer viatge. Traspassa tres parcs naturals: el Parc Cadí-Moixeró, el Parc de l'Alt Pirineu i el Parc regional dels Pirineus de l'Arièja, arrencant a Bagà, al Berguedà, i finalitzant a Tarascon-sur-Ariège, a l'Arieja, seguint, en certa manera, un recorregut paral·lel al del Camí dels bons homes. La ruta es pot realitzar bidireccionalment, de Catalunya cap a França, o de França cap a Catalunya, segons les preferències de cadascú.
La "Ruta de l'Últim Càtar" té una vinculació molt especial amb el Camí dels bons homes, ja que ressegueix alguns dels punts d'aquest, tot i que per sí sola ja té entitat pròpia. La ruta té una distància de 189,64 quilòmetres, i més de 7.400 metres de desnivell, amb un caràcter molt més pirinenc. Parteix de la comarca del Berguedà i arriba a l'Arieja francesa, passant per les comarques catalanes de la Cerdanya, l'Alt Urgell, el Pallars Sobirà i el Solsonès, depenent de les variants que es prenguin per realitzar la ruta.

## Recorregut[1]
- Etapa 1: Bagà - Gósol (23,52 km)
- Etapa 2: Gósol - Molí de Fórnols (per Tuixén) (17,08 km)
- Etapa 3: Molí de Fórnols - La Seu d'Urgell (20,69 km)
- Etapa 4: La Seu d'Urgell - Castellbò (20,18 km)
- Etapa 5: Castellbò - Sant Joan de l'Erm (15,16 km)
- Etapa 6: Sant Joan de l'Erm - Llavorsí (19,93 km)
- Etapa 7: Llavorsí - Alins (13,28 km)
- Etapa 8: Alins - Refugi de Vall Ferrera (15,29 km)
- Etapa 9: Refugi de Vall Ferrera - Mounicou (18,45 km)
- Etapa 10: Mounicou - Tarascon-sur-Ariège (26,06 km)